# Schlosskirche Planitz

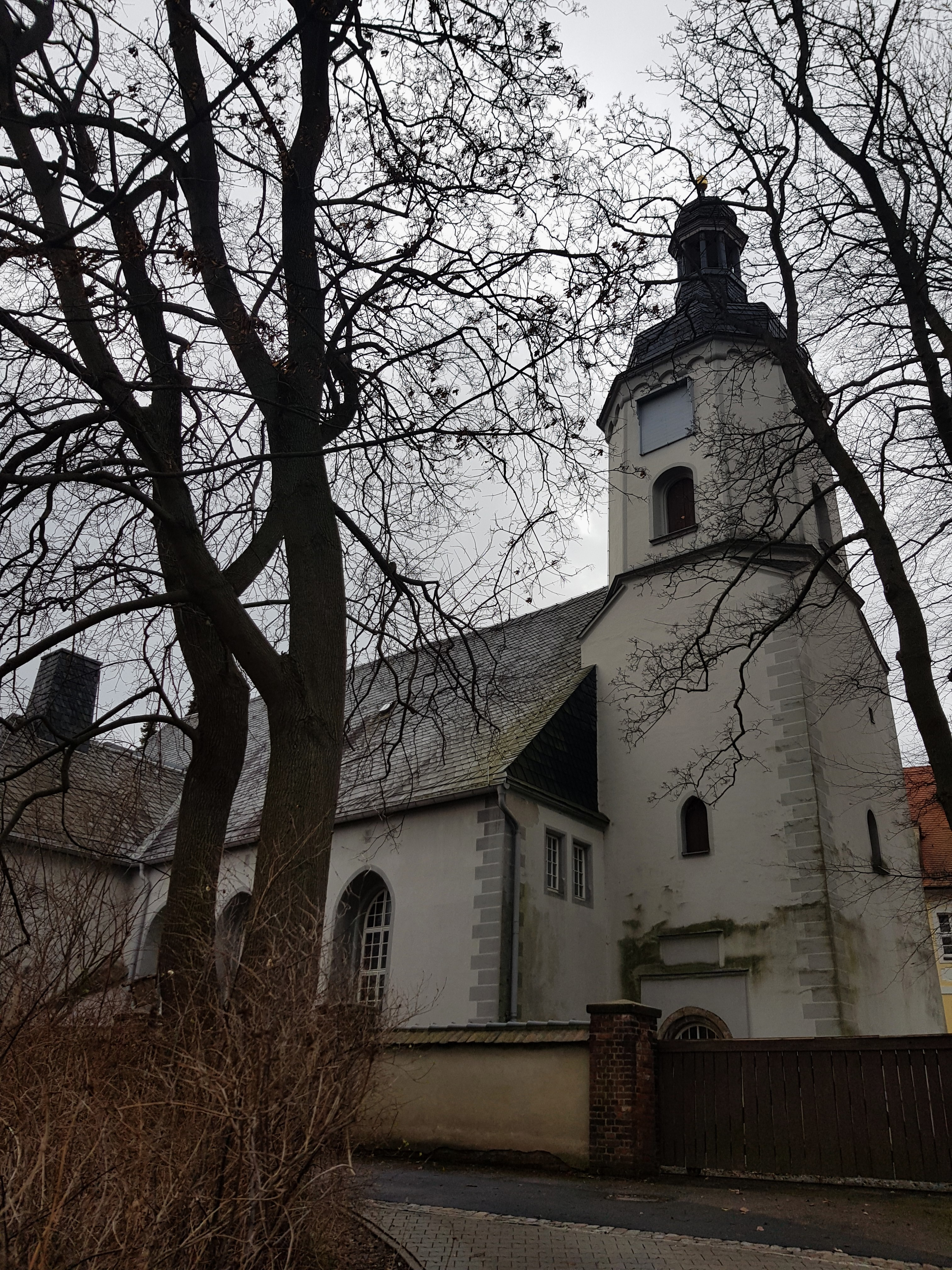
Schlosskirche Planitz

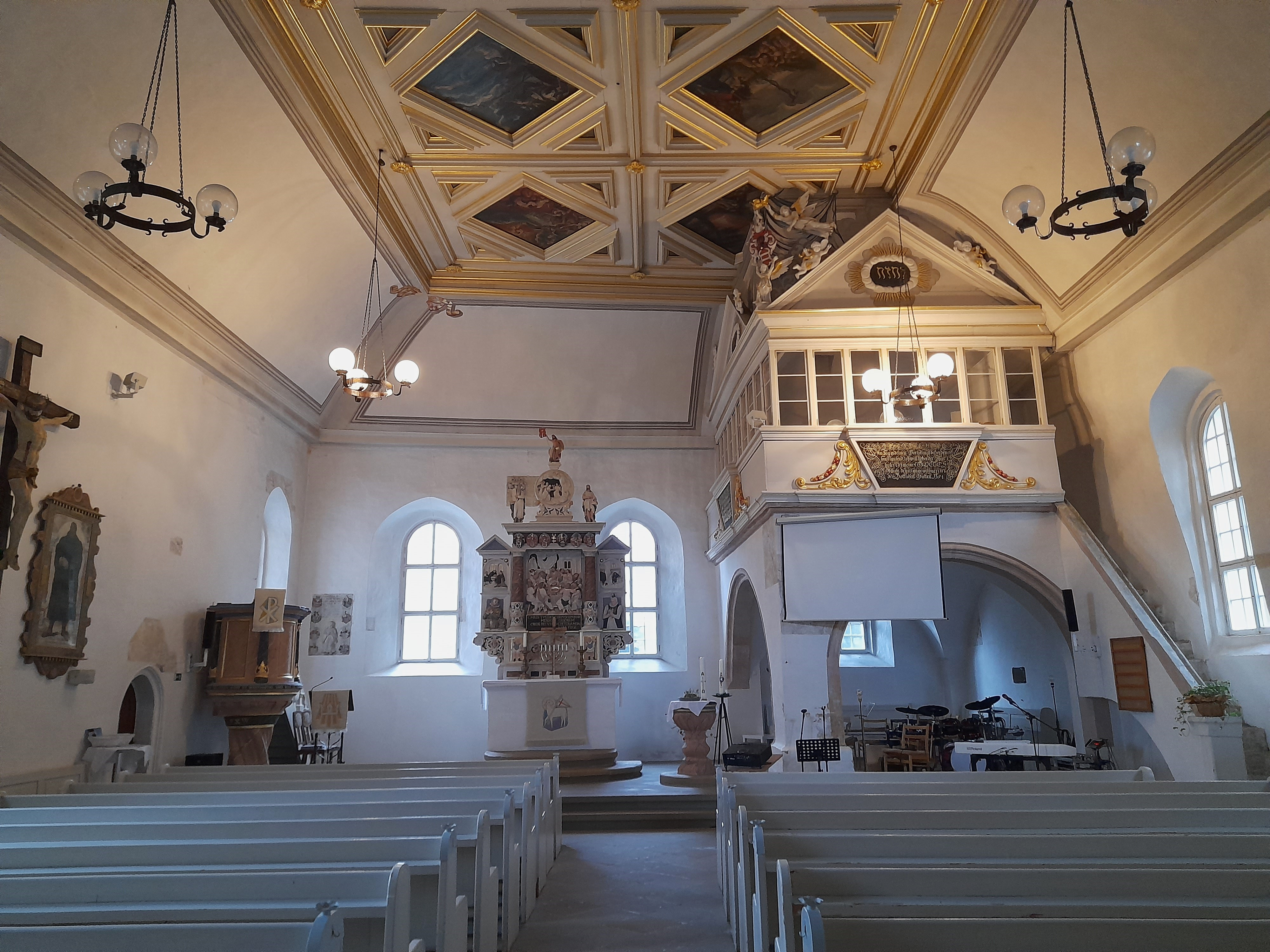
Innenansicht

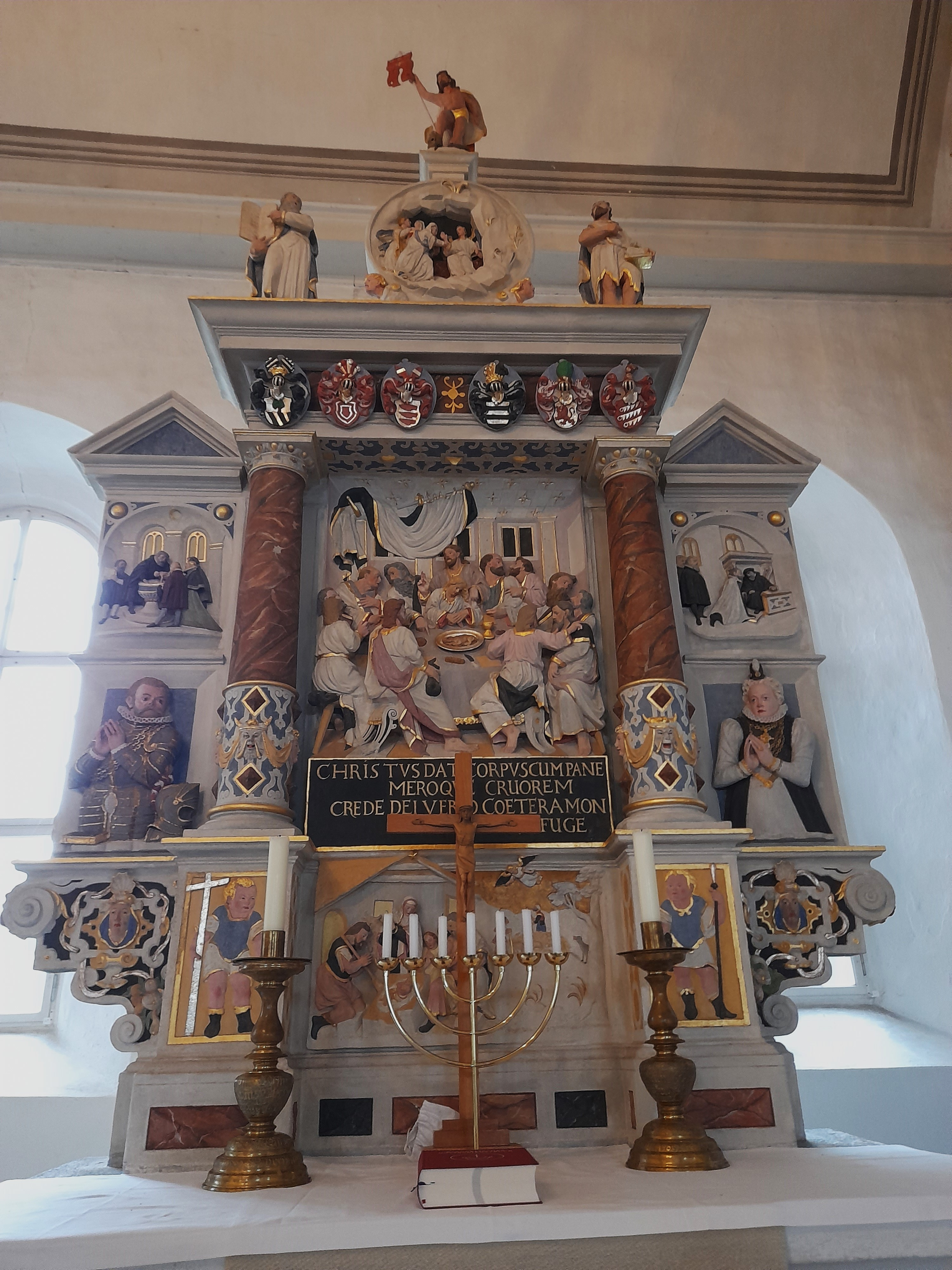
Altar

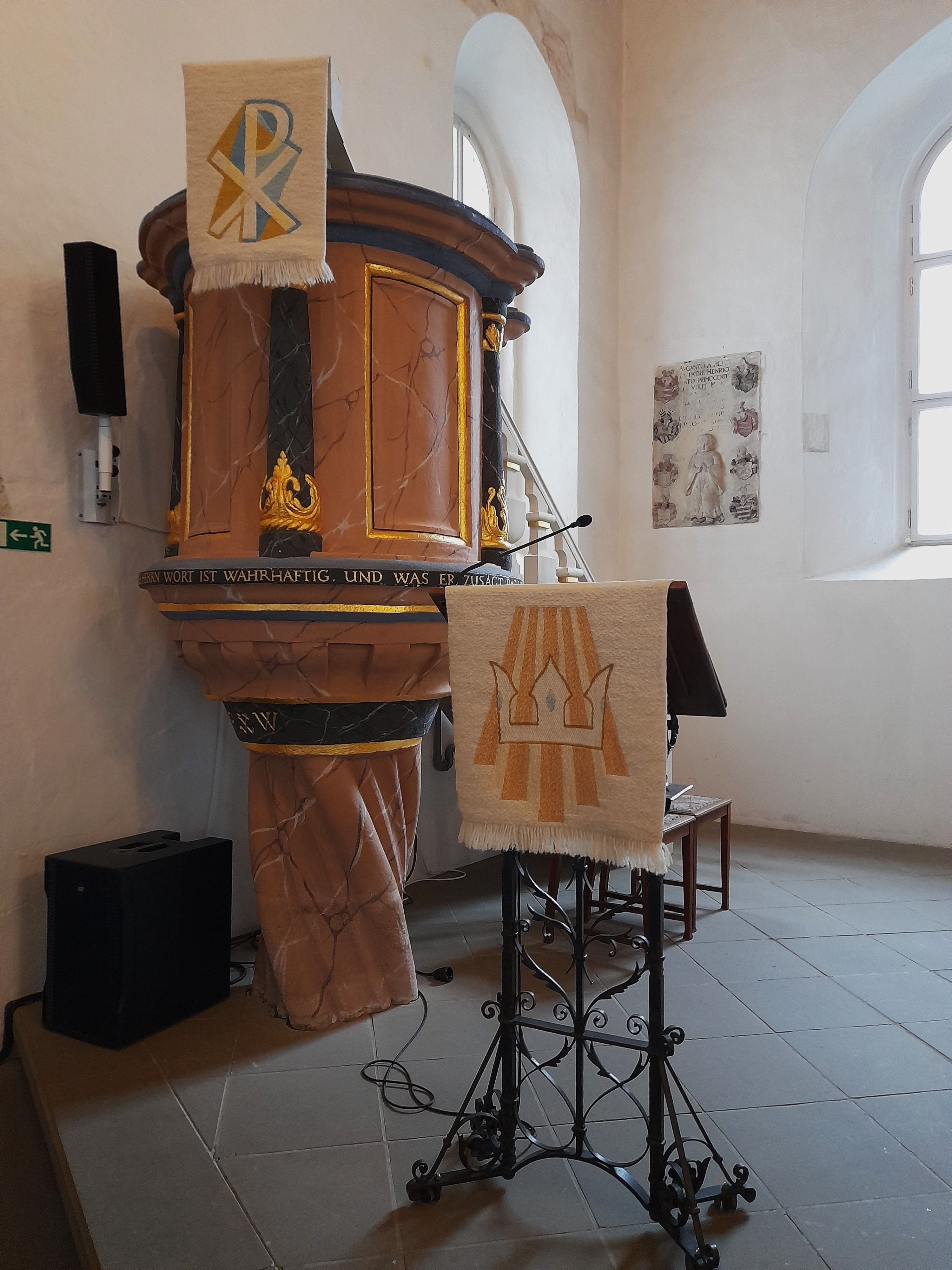
Kanzel

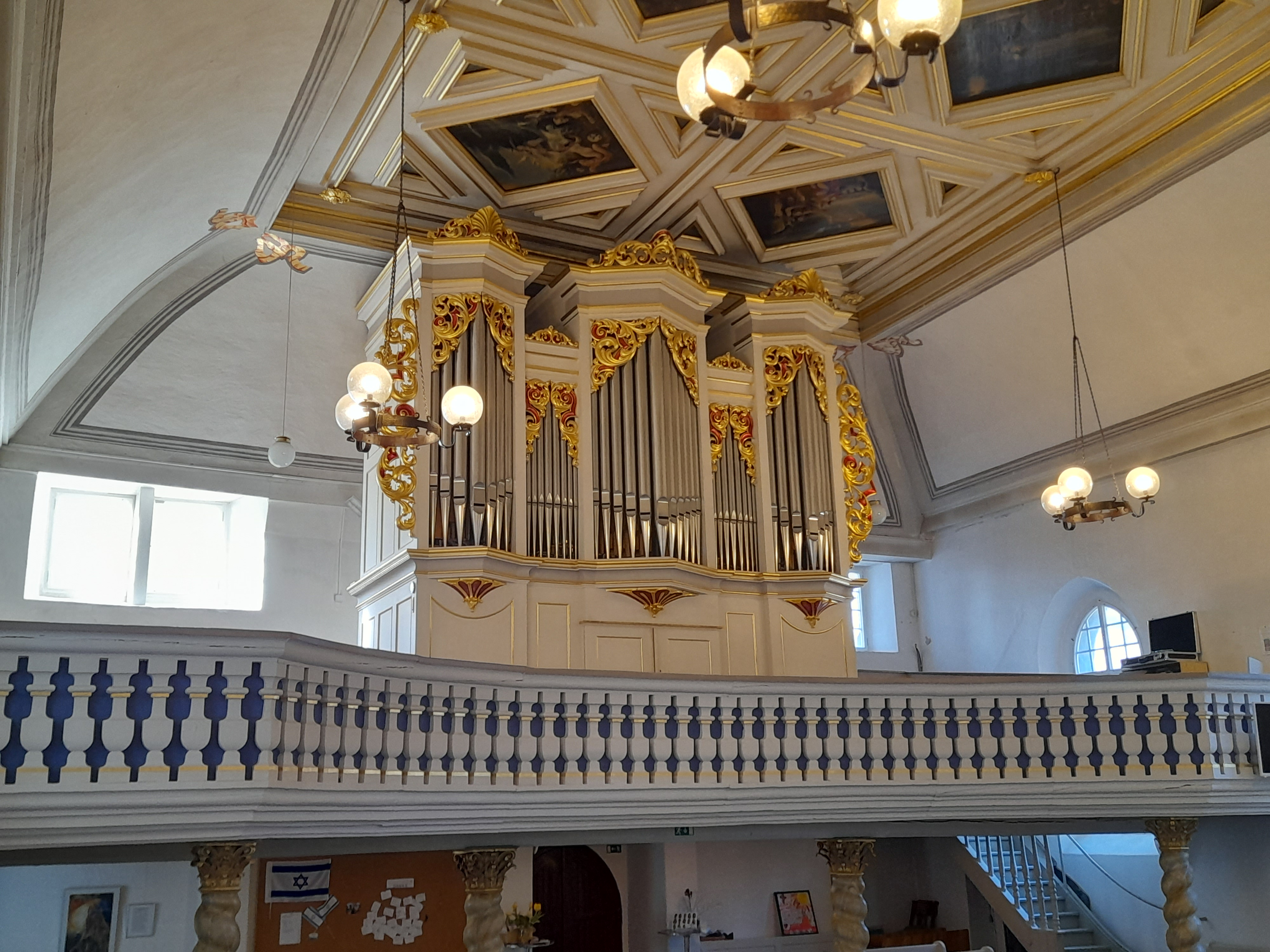
Orgelempore

Die evangelische Schlosskirche Planitz (auch St. Niklas) ist eine Saalkirche der Renaissance im Stadtteil Niederplanitz von Zwickau im Landkreis Zwickau in Sachsen. Sie gehört zur evangelischen Kirchengemeinde St. Niklas im Kirchenbezirk Zwickau der Evangelisch-Lutherischen Landeskirche Sachsens.

## Geschichte und Architektur
Die ursprüngliche Schlosskapelle St. Niklas wurde im Jahr 1519 weitgehend erneuert und in den Jahren 1585–1588 unter Joachim von Beust eingreifend zur Saalkirche umgebaut. Dabei erfolgte eine Erweiterung des Saales, eine Neugestaltung des oberen Turmabschlusses, eine Erneuerung des Saales, die Erneuerung des Erbbegräbnisses und der Einbau einer darüber liegenden Patronatsloge in Verbindung mit dem Schloss. Seit 1689 war das Bauwerk im Besitz der Familie von Arnim; danach wurde im Jahr 1719 die Schlosskirche erneuert; seit dem Jahr 1981 erfolgten Restaurierungen.
Das Bauwerk ist ein Putzbau mit geradem Schluss, das mit Rundbogenfenstern und einem Walmdach versehen ist; der Westturm ist  über quadratischem Grundriss gestaltet und mit oktogonalem Glockengeschoss sowie geschweifter Kuppel und Laterne abgeschlossen. Stabwerkgeschmückte Portale erschließen das Bauwerk an der West- und Südseite; die Sakristei ist an der Südseite angefügt.
Das Innere ist durch eine große Felderdecke über einer breiten Kehle mit dreizehn Gemälden aus dem Alten und Neuen Testament abgeschlossen. Reste spätgotischer Wandmalereien des 17. Jahrhunderts sind an der Innenseite der mit Stabwerk verzierten Südtür erhalten; sie zeigen den Heiligen Michael.
In der Südostecke des Saales ist eine steinerne Patronatsempore über einem kreuzgratgewölbten, kapellenartigen Raum eingebaut, der durch zwei Rundbögen zum Saal geöffnet ist. Die Empore schloss einst mit der Sandsteinbrüstung ab, der verglaste Holzaufbau darüber wurde vermutlich im 18. Jahrhundert eingebaut. Die konvex geschwungene Westempore auf vier gedrehten Säulen ist ein Werk des 18. Jahrhunderts.

## Ausstattung
Das Hauptstück der Ausstattung ist ein bedeutender Epitaphaltar aus Sandstein. für Heinrich von Beust und seine Frau, der im Jahr 1592 von Samuel Lorentz aus Freiberg geschaffen wurde. Er ist in Form eines Flügelaltars mit Predella und Auszug gehalten; architektonisch zeigt er die Formen der Renaissance. Er zeigt in der Predella gemalt die Geburt Christi, im Zentrum ein Relief des Abendmahls, in der Bekrönung ist die Erscheinung Christi der drei Frauen am Grab dargestellt, zu beiden Seiten eingerahmt von Moses und Johannes dem Täufer. In den Flügeln sind die Stifter dargestellt, darüber die Darstellung der Sakramente Taufe und Beichte.
Unter dem Abendmahlsbild steht das lateinische Distichon:

CHRISTVS DAT CORPVS CUM PANE MEROQVE CRUOREM
CREDE DEI VERBO COETERA MONSTRA FUGE

„Christus gibt seinen Leib mit dem Brot und mit dem Wein sein Blut;
glaube Gottes Wort und fliehe sonstige Gespenster.“

Die Inschrift gilt als lutherische Zurückweisung der reformierten Abendmahlslehre.
Die Rundkanzel aus Sandstein stammt aus dem Jahr 1592 und ist mit den Initialen P.W. bezeichnet. Der Korb wird von einer gedrehten Säule getragen, die Brüstung ist durch kleine Säulen gegliedert; ähnlich der Kanzel der Katharinenkirche (Zwickau). Die Sandsteintaufe aus dem Jahr 1588 ist ein Werk von 1588. Ein großes hölzernes Kruzifix wurde im 15. Jahrhundert geschaffen.
Grabdenkmäler des 16. und 17. Jahrhunderts befinden sich an der Ostwand. Ein feingearbeitetes schmiedeeisernes Gitter gehört zu dem von der Patronatsloge des Obergeschosses zum ersten Obergeschoss des Schlosses führenden Verbindungsgang.
Die Orgel ist ein Werk von Jehmlich aus dem Jahr 1987 mit 23 Registern auf zwei Manualen und Pedal.